# Ceuroma
Ceuroma is een geslacht van vlinders van de familie van de Houtboorders (Cossidae), uit de onderfamilie van de Zeuzerinae. De wetenschappelijke naam en de beschrijving van dit geslacht werden voor het eerst in 2020 gepubliceerd door Roman Viktorovitsj Jakovlev, Fernando Cesar Penco en Artem Naydenov. 
Dit geslacht is monotypisch, dat wil zeggen dat het maar één soort heeft namelijk Ceuroma mucorea (Herrich-Schäffer, 1853) uit Zuid-Amerika.

## Etymologie
De naam van dit geslacht is een anagram van "mucorea", de soortaanduiding van de typesoort.